# Видеодром
Видеодром (енгл. Videodrome) је канадски телесни хорор филм из 1983. године, режисера и сценаристе Дејвида Кроненберга, са Џејмсом Вудсом, Деби Хари и Соњом Смитс у главним улогама. Радња је смештена у Торонто почетком 1980-их и прати шефа мале УВФ телевизијске станице, који открива бродкаст сигнал снаф филмова, тј. филмова у којима су верно приказане сцене насиља и убиства.
Филм је премијерно приказан 4. фебруара 1983, у дистрибуцији продукцијске куће Јуниверсал пикчерс. Упркос томе што је био комерцијални неуспех, филм је добио бројне похвале критичара, а поготово за Кроненбергову режију, перформансе главних глумаца, специјалне ефекте, „техно-надреалну” естетику, као и обраду психосексуалних тема. На петој додели Награда Џини Кроненберг је био награђен за најбољег редитеља, а филм је поред тога био номинован у још 7 категорија. Данас се сматра култним класиком, а многи га наводе као кључни филм у телесном поджанру хорора и најбољи Кроненбергов филм.

## Радња
Макс Рен је председник CIVIC-TV-а, мале телевизијске станице у Торонту са ултрависоком фреквенцијом. Једног дана, оператер телевизије Харлан му показује садржај под називом Видеодром, који хватају са бродкаст сигнала из Малезије. Видеодром садржи снимке бруталног насиља, мучења, а на крају и убиства. Верујући да је то будућност телевизије, Макс наређује Харлану да почне нелиценцирано приказивање програма, али убрзо схвата да снимци из Видеодрома нису монтирани, већ стварни...

## Улоге
| Глумац        | Улога               |
| ------------- | ------------------- |
| Џејмс Вудс    | Макс Рен            |
| Деби Хари     | Ники Бренд          |
| Соња Смитс    | Бјанка О'Бливион    |
| Петер Дворски | Харлан              |
| Лесли Карлсон | Бари Конвекс        |
| Џек Крили     | др Брајан О'Бливион |
| Лин Горман    | Маша                |
| Џули Канер    | Бриди Џејмс         |
| Дејвид Болт   | Рафаел              |
| Рајнер Шварц  | Мозиз               |
| Лали Кадо     | Рена Кинг           |
| Кинг Космос   | Броли               |
| Кеј Хотри     | Матрон              |
| Дејвид Цубучи | јапански порнограф  |